# Terri Brosius
Pour les articles homonymes, voir Brosius.
Terri Brosius (née Barous) est une musicienne américaine, actrice et conceptrice de jeux vidéo, mieux connue dans le milieu du jeu vidéo pour avoir prêté sa voix au personnage de SHODAN dans la série System Shock.

## Biographie
Terri Brosius commence sa carrière dans la musique, en rejoignant le groupe de rock alternatif Tribe en 1985, en tant que claviériste et chanteuse occasionnelle. Elle tient ce poste sur les trois albums publiés par le groupe.
Tribe se sépare en 1994. Cette même année, Terri épouse Eric Brosius, guitariste de Tribe.
Cette même année, Terri et Eric rejoignent le studio de développement de jeux vidéo Looking Glass. Terri assure la voix de SHODAN, l'antagoniste du jeu System Shock.
Terri travaille également en tant que scénariste et level designer sur la trilogie Thief. Elle double également le personnage de Victoria dans les deux premiers opus.
Après la fermeture de Looking Glass Studios, elle rejoint Ion Storm, et travaille sur la série Dishonored d'Arkane Studios.
Elle reprendra son rôle de SHODAN dans System Shock 3.

## Voix dans les jeux vidéo
- System Shock (1994)[1]
- MechWarrior 2 (voix de cockpit "Betty") (1995)
- Terra Nova: Strike Force Centauri (1996)
- MechWarrior 2: Mercenaries (1996)
- Thief: The Dark Project (1998) (également scénariste)
- Thief: Gold (1999) (également scénariste)
- Système Shock 2 (1999)
- Thief II: The Metal Age (2000) (également scénariste)
- Deus Ex: Invisible War (2003)
- Thief: Deadly Shadows (2004) (également scénariste)
- Dishonored (2012) (également scénariste)
- Interstellar Marines (2013)[2]
- Spider: Rite of the Shrouded Moon (2015) (également scénariste)
- Dishonored 2 (2016) (également scénariste)
- System Shock - remake (2023)
- System Shock 3 (TBA) [3]